# Радикальні лесбійки
Радикальні лесбійки — лесбійський рух, який кидає виклик статус-кво гетеросексуальності та мейнстримному фемінізму. Частково це виникло тому, що мейнстримний фемінізм не охоплював і не боровся за права лесбійок. Рух був започаткований лесбійськими феміністськими групами в США у 1950-1960-х роках. У 1970-х роках з'явився канадський рух, який додав імпульсу. Продовжуючи набирати популярність, радикальне лесбійство поширилося всією Канадою, США і Францією. Французький рух, Front des Lesbiennes Radicales, або FLR, організований у 1981 році під назвою Front des Lesbiennes Radicales. Інші рухи, такі як Radicallesbians, також походять від більшого руху радикального лесбійства. Крім того, що радикальне лесбійство асоціюється з соціальними рухами, воно також пропонує власну ідеологію, подібну до того, як фемінізм функціонує в обох якостях.

## Історія
Радикальне або «сепаратистське» лесбійство та інші подібні рухи являють собою розрив із ширшими феміністичними рухами. Вони пропонують спробу деяких феміністок і лесбійок спробувати примирити те, що вони вважають внутрішніми конфліктами, із заявленими цілями фемінізму. Багато з цих конфліктів і розривів є наслідком проблем, які виникають через ширші та національно специфічні культурні наративи навколо жінок. Деякі з них створені самостійно у відповідь на ці потреби, тоді як інші черпають натхнення з радикальних рухів в інших країнах. Це призводить не до однієї історії радикального лесбійства, а до окремих національних змагань.
На міжнародному рівні радикально налаштовані лесбійки часто користувалися конвергентними міжнародними просторами, щоб створювати власні заходи, щоб підвищити видимість лесбійства. Приклади цього включають лесбійський марш у Нью-Йорку 1994 року на 25-ту річницю Стоунволла. Іншим прикладом стала Всесвітня жіноча конференція 1995 року, що проходила в Пекіні. Третій приклад стався під час Гей-ігор 1997 року в Амстердамі.

### Азії
В Азії радикальне лесбійство відстало на десятиліття від Європи, Латинської Америки та Північної Америки, причому рух розпочався лише у 1980-х. Саме в цей період активістки почали формувати власні групи та створювати власні видання.

### Європа
Європейське радикальне лесбійство розвинулося протягом 1970-х у відповідь на специфічні ситуації в різних європейських країнах. у 1974 році у Франкфурті, Німеччина, був створений Міжнародний лесбійський фронт. У 1977 році в Амстердамі, Нідерланди, була створена ILIS (Міжнародна лесбійська інформаційна система).

#### Франція
Слідом за канадським рухом 1970-х у 1981 році почав формуватися радикальний лесбійський рух у Франції. У червні 1981 року як організація був започаткований Front des Lesbiennes Radicales. Подібно до американського та канадійського рухів, радикальні французькі лесбійки прагнули викроїти собі простір у фемінізмі та в політиці загалом. Вони зосереджувалися на репрезентації лесбійок і виключали гетеросексуальних жінок, хоча й відрізнялися від лесбійського сепаратизму.

##### Вплив Монік Віттіг
Front des Lesbiennes Radicales був натхненний словами та роботами французької філософині Монік Віттіг, і їхні філософські дослідження почалися через паризьку групу, включно з Віттіг і Симоною де Бовуар, які видавали журнал Questions féministes. В есе Віттіг 1981 року «Жінкою не народжуються», названому на честь спостереження Сімони де Бовуар, стверджується, що «лесбійки не є жінками», оскільки «те, що робить жінку жінкою, — це специфічний соціальний зв'язок з чоловіком, зв'язок, який ми раніше називали рабством, зв'язок, який передбачає особисті та фізичні зобов'язання, а також економічні зобов'язання, … зв'язок, якого лесбійки уникають, відмовляючись ставати або залишатися гетеросексуальними». Віттіг також вважала, що «лесбійство є єдиною соціальною формою, в якій (лесбійки) можуть жити вільно».
В енциклопедії «Хто є хто в лесбійській та гей-літературі» редакторка Габріеле Ґріффін називає роботу Віттіг «частиною більшої дискусії про те, як можна протистояти гетеропатріархату та гнобленню жінок у ньому».

### Латинська Америка
Латиноамериканське радикальне лесбійство розвинулося в 1970-х роках і, як і інші частини руху, стало результатом специфічних національних умов. Радикальне лесбійство почало розвиватися в Мексиці в 1977 році на чолі з групою Mujeres guerreras que abren caminos y esparcen flores (Oikabeth). Радикальне лесбійство виникло в Чилі в 1984 році у відповідь на національні умови, спричинені диктатурою. Коста-Рика розвинула рух радикального лесбійства в 1986 році.
У 1980-х і 1990-х роках життя лесбійок у Латинській Америці було важким через лесбофобні репресії по всьому регіону. Таким чином, громади в Мексиці, Коста-Риці, Пуерто-Рико, Аргентині та Бразилії почали більш тісно співпрацювати над спільними цілями.

### Північна Америка

#### Канада
Після того, як радикальне лесбійство набрало обертів у США, у 1970-х роках воно потрапило до Канади. Квебек і Торонто були переважаючими містами, в яких відбувався канадський рух. Лесбійські організації в Канаді зосереджувалися на розбудові лесбійської культури та забезпеченні послуг для канадської лесбійської спільноти. Наприклад, Лесбійська організація Торонто заснувала організацію «Аметист», яка надавала послуги лесбійкам, які боролися із залежністю.

#### США
Фемінізм другої хвилі вплинув на розвиток радикального лесбійства, і кількість радикальних лесбійських організацій у США зросла з 1960-х до початку 1980-х років. Крім того, створення радикального лесбійства було безпосередньо пов'язане з іншими лівими соціальними рухами, такими як «Нові ліві», антивоєнний рух часів В'єтнаму та американський рух за громадянські права.

## Ідеологія

### Радикальні та ліберальні рухи
Хоча як радикальні, так і ліберальні течії у фемінізмі прагнуть соціальних змін, між ними є різниця. Радикальні рухи, такі як радикальне лесбійство, прагнуть демонтувати статус-кво, тоді як ліберальні рухи прагнуть його реформувати. Крім того, радикальні рухи пов'язані з «визволенням», тоді як ліберальні рухи більше зосереджуються на рівності. Радикальне лесбійство спеціально прагнуло кинути виклик чоловічому домінуванню та чоловічо-орієнтованим визначенням статі та сексуальності.

### Лесбійський сепаратизм
Принципи радикального лесбійства подібні до принципів лесбійського сепаратизму; однак є деякі важливі відмінності. У своїй передмові до книги Монік Віттіг «Чистий розум та інші есеї» квебекська радикальна лесбійка Луїза Туркотт пояснює свої погляди так: «Радикальні лесбійки досягли основного консенсусу, який розглядає гетеросексуальність як політичний режим, який має бути повалений». Туркотт зазначає, що лесбійські сепаратистки «створюють нову категорію» (тобто повне відділення не лише від чоловіків, але й від гетеросексуальних жінок) і що радикальний лесбійський рух спрямований на «руйнування існуючих рамок гетеросексуальності як політичного режиму». Теркотт продовжує обговорювати знаковий нарис Едріенн Річ «Примусова гетеросексуальність та лесбійське існування», зазначаючи, що Річ описує гетеросексуальність як насильницький політичний інститут, який потрібно «нав'язувати, керувати, організовувати, пропагувати та утримувати силою» Річ розглядає лесбійське існування як акт опору цьому інституту, а також як індивідуальний вибір, тоді як принципи радикального лесбійства вважають лесбійство необхідним і вважають його існування поза гетеросексуальною політичною сферою впливу.

### Фемінізм
Радикальне лесбійство відокремлюється від інших феміністичних рухів, тому що воно існує в опозиції до виключення лесбійок з мейнстримного фемінізму. Наприклад, Лавандова загроза утворилася у відповідь на заяву Бетті Фрідан про те, що лесбійки не повинні брати участь у феміністичному русі.

### Внутрішні проблеми
Радикальна лесбійська спільнота в Торонто виключила бісексуалок та тих, хто ідентифікували себе як трансжінки.:80

## Створення культури
Кінцевою метою багатьох радикальних лесбійських груп було створення нової лесбійської культури поза межами гетеросексуальності. Одним із способів зробити це було письмове слово. У 1980-х і 1990-х роках у Квебеку, Канада, з'явилася низка франкомовних лесбійських періодичних видань, зокрема Amazones D'Hier: Lesbiennes d'Aujourd'hui, Treize та L'Evidante Lesbienne. Це також був період сили для франкомовних лесбійських видань, таких як Editions nbj і Oblique Editrices, і лесбійських книгарень, таких як L'Essentielle у Монреалі.
Радикальні рухи прагнуть кинути виклик статус-кво, виробляючи матеріальні блага, такі як мистецтво, музика та інші предмети споживання, що веде до відчутних репрезентацій ідентичності. Лесбійські активістки також почали культивувати власну матеріальну економіку.

### Організації
- Дочки Білітіс (1955)
- Фурії (1971)
- Олівія Рекордс
- Радикальні феї (1979)

### Персоналії
- Ріта Мей Браун
- Мішель Коссе
- Карла Джей
- Барбара Лав
- Дель Мартін і Філліс Ліон
- Марта Шеллі
- Еллен Шумська

### Публікації
- Лесбійський зв'язок
- Лесбійський приплив
- Жінка, що ідентифікується жінкою